# Yellow Wolf (Cheyenne)
Cet article concerne le chef cheyenne. Pour le guerrier nez-percé, voir Yellow Wolf.
Yellow Wolf ou Ho'néoxheóvaestse était un chef cheyenne membre du Conseil des Quarante-Quatre qui commandait le groupe des Rope Hair des Cheyennes du Sud. Il a vécu jusqu'à l'âge de 85 ans, et mourut au cours du massacre de Sand Creek, dans le Colorado, avec son frère,. Le massacre a eu lieu lorsque deux unités militaires, le 1er et le 3e régiments de cavalerie du Colorado attaquèrent les tribus alors qu'elles campaient paisiblement. Plus de 150 Amérindiens périrent dans l'attaque ; les femmes, les enfants et les personnes âgées ne furent pas épargnés.
George Grinnell disait de Yellow Wolf, en 1915, qu'il était un chef qui œuvrait pour la paix. Il ajoutait que c'était un « travailleur constant » pour la paix, que c'était un travail patriotique, fait par amour pour la tribu et son avenir.
Yellow Wolf avait un fils, Red Moon qui survécut au combat et devint ensuite un grand chef cheyenne.